# Кенбайское месторождение нефти и газа
Кенбайское месторождение нефти и газа — расположено в Атырауской области, в 90 км востоку ст. Доссор и в 10 км к востоку от села Кенбай Кызылкогинского района. Структура месторождения была установлена в 1981 году в результате сейсмической разведки и комплексного бурения. Из 6 продуктивных слоев, расположенных в пласте периода среднего триаса, три нефтяных, остальные нефтегазовые. Продуктивные слои лежат на глубине 1050—1386 м. Толщина слоев, насыщенных нефтью 1,2—16,6 м, газового слоя 1,2—11,0 м. Продуктивные слои сложены из терригенных пород. Плотность нефти 0,807—0,973 г/см3, содержание в составе серы 0,36— 0,76 %, древесной смолы 4,16— 34 %, асфальтена 0,08—11,48 %. Месторождение готово к освоению.